# Dymasius nodifer
Dymasius nodifer es una especie de escarabajo del género Dymasius, familia Cerambycidae. Fue descrita científicamente por Holzschuh en 2005.
Habita en Malasia (isla de Borneo). Los machos y las hembras miden aproximadamente  mm. El período de vuelo de esta especie ocurre en los meses de marzo, abril, mayo y julio.